# Перидинаміка

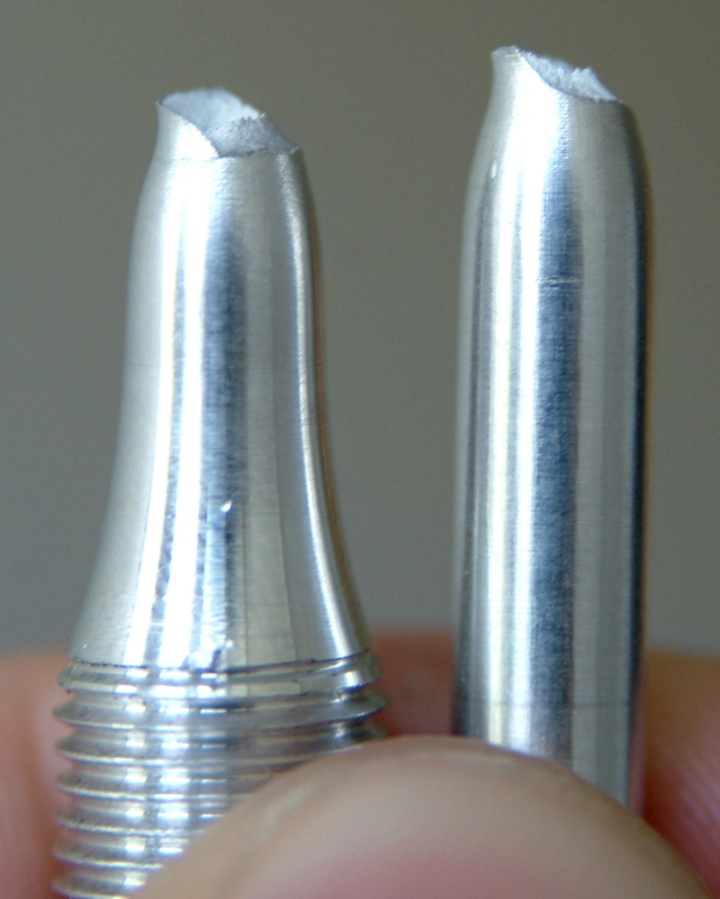
Пластичний розлом сплаву Al-Mg-Si. Тріщина відбувається в особливій точці, до якої не можна безпосередньо застосувати класичні рівняння механіки суцільних середовищ — перидинаміка пропонує чисельний метод.

Перидинаміка — формулювання механіки суцільних середовищ, орієнтоване на неоднорідну деформацію, а саме на тріщини.

## Мета перидинаміки
Теорія перидинаміки опирається на інтегральні рівняння, на відміну від класичної теорії механіки суцільних середовищ, яка заснована на диференціальних рівняннях в частинних похідних. Враховуючи те, що частинні похідні не існують на поверхні з розломами і в інших особливих точках, класичні рівняння механіки суцільних середовищ не можуть бути застосовані безпосередньо, коли ці особливості виявляються при деформації. Інтегральні рівняння теорії перидинаміки можуть застосовується напряму, тому що вони не вимагають частинних похідних.
Можливість застосування таких рівнянь безпосередньо на всі точки математичної моделі деформованої структури допомагає перидинаміці уникнути необхідності використовувати спеціальні надбудови механіки руйнування. Наприклад, для перидинаміки немає необхідності вводити окремий закон зростання тріщин, заснований на коефіцієнті інтенсивності напружень.

## Визначення базової термінології
{\displaystyle \rho (x){\ddot {u}}(x,t)=\int _{R}f(u(x',t)-u(x,t),x'-x,x)dV_{x'}+b(x,t)}

## Функція парних сил
{\displaystyle \displaystyle f(u-u',x-x',x')=-f(u'-u,x'-x,x)}
{\displaystyle \displaystyle ((x'+u')-(x+u))\times f(u'-u,x'-x,x)=0.}

## Стани перидинаміки

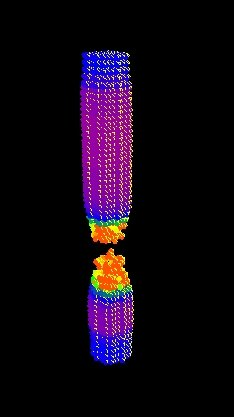
Комп'ютерна модель шийки алюмінієвого стрижня при розтягу. Колір показує зростання температури в результаті нагрівання від пластичної деформації. Обчислення зроблені за допомогою програми «Emu computer code» з використанням станів Перидинаміки.

Теорія, описана вище, припускає, що кожен відгук перидинамічного зв'язку незалежний від інших. Це спрощення для більшості матеріалів накладає обмеження на типи матеріалів, які можуть бути змодельовані. Зокрема, ці припущення мають на увазі що будь-який ізотропний тензор напружень обмежується до 1/4 коефіцієнта Пуассона.

## Зовнішні посилання
- Talks on Peridynamics at the SIAM Conference on Mathematical Aspects of Material Science 2008
- Emu software information